# アカデミー作曲賞
アカデミー作曲賞（アカデミーさっきょくしょう、Academy Award for Original Music Score）は、その年公開された映画で最も優れた映画音楽が使われた作品と、その作曲者に与えられるアカデミー賞の部門の一つ。1934年（1935年2月27日開催）の第7回アカデミー賞より設けられた。年により、劇映画部門とミュージカル部門に分けられたり、編曲賞や歌曲・編曲賞などが併設されたりした回もあり、それらも本項に併せて記す。

## 受賞一覧

### 1930年代
- 1934年 - （作曲賞）『恋の一夜』 - コロンビア映画音楽部（音楽部長：ルイス・シルヴァーズ）（主題曲作曲：ヴィクター・シャーツインガー、ガス・カーン）
- 1935年 - （作曲賞）『男の敵』 - RKO音楽部（音楽部長：マックス・スタイナー）（作曲：マックス・スタイナー）
- 1936年 - （作曲賞）『風雲児アドヴァース』 - ワーナー・ブラザース音楽部（音楽部長：レオ・F・フォーブスタイン）（作曲：エーリヒ・ヴォルフガング・コルンゴルト）
- 1937年 - （作曲賞）『オーケストラの少女』 - ユニバーサル映画音楽部（音楽部長：チャールズ・プレヴィン）（作曲者クレジットなし）
- 1938年 - 
  - （作曲賞）『ロビンフッドの冒険』 - エーリヒ・ヴォルフガング・コルンゴルト
  - （作曲・編曲賞）『世紀の楽団』 - アルフレッド・ニューマン
- 1939年 - 
  - （作曲賞）『オズの魔法使』 - ハーバート・ストサート
  - （作曲・編曲賞）『駅馬車』 - リチャード・ヘイグマン、フランク・ハーリング、ジョン・レイポルド、レオ・シューケン

### 1940年代
- 1940年 - 
  - （作曲賞）『ピノキオ』 - リー・ハーライン、ポール・J・スミス、ネッド・ワシントン
  - （作曲・編曲賞） "Tin Pan Alley" - アルフレッド・ニューマン
- 1941年 - 
  - （劇映画音楽賞）『悪魔の金』 - バーナード・ハーマン
  - （ミュージカル映画音楽賞）『ダンボ』 - フランク・チャーチル、オリヴァー・ウォーレス
- 1942年 - 
  - （劇・喜劇映画音楽賞）『情熱の航路』 - マックス・スタイナー
  - （ミュージカル映画音楽賞）『ヤンキー・ドゥードゥル・ダンディ』 - レイ・ハインドルフ、ハインツ・ロームヘルト
- 1943年 - 
  - （劇・喜劇映画音楽賞）『聖処女』 - アルフレッド・ニューマン
  - （ミュージカル映画音楽賞）『ロナルド・レーガンの陸軍中尉』(This Is the Army) - レイ・ハインドルフ
- 1944年 - 
  - （劇・喜劇映画音楽賞）『君去りし後』 - マックス・スタイナー
  - （ミュージカル映画音楽賞）『カバーガール』 - モーリス・ストロフ、カーメン・ドラゴン
- 1945年 - 
  - （劇・喜劇映画音楽賞）『白い恐怖』 - ロージャ・ミクローシュ
  - （ミュージカル映画音楽賞）『錨を上げて』 - ジョージ・ストール
- 1946年 - 
  - （劇・喜劇映画音楽賞）『我等の生涯の最良の年』 - ヒューゴー・フリードホーファー
  - （（ミュージカル映画音楽賞）映画音楽賞）『ジョルスン物語』 - モーリス・ストロフ
- 1947年 - 
  - （劇・喜劇映画音楽賞）『二重生活』 - ロージャ・ミクローシュ
  - （ミュージカル映画音楽賞）"Mother Wore Tights" - アルフレッド・ニューマン
- 1948年 - 
  - （劇・喜劇映画音楽賞）『赤い靴』 - ブライアン・イースデイル
  - （ミュージカル映画音楽賞）『イースター・パレード』 - ジョニー・グリーン、ロジャー・エデンス
- 1949年 - 
  - （劇・喜劇映画音楽賞）『女相続人』 - アーロン・コープランド
  - （ミュージカル映画音楽賞）『踊る大紐育』 - ロジャー・エデンス、レニー・ヘイトン

### 1950年代
- 1950年 - 
  - （劇・喜劇映画音楽賞）『サンセット大通り』 - フランツ・ワックスマン
  - （ミュージカル映画音楽賞）『アニーよ銃をとれ』 - アドルフ・ドイチュ、ロジャー・エデンス
- 1951年 - 
  - （劇・喜劇映画音楽賞）『陽のあたる場所』 - フランツ・ワックスマン
  - （ミュージカル映画音楽賞）『巴里のアメリカ人』 - ジョニー・グリーン、ソール・チャップリン
- 1952年 - 
  - （劇・喜劇映画音楽賞）『真昼の決闘』 - ディミトリ・ティオムキン
  - （ミュージカル映画音楽賞）『我が心に歌えば』 - アルフレッド・ニューマン
- 1953年 - 
  - （劇・喜劇映画音楽賞）『リリー』 - ブロニスラウ・ケイパー
  - （ミュージカル映画音楽賞）"Call Me Madam" - アルフレッド・ニューマン
- 1954年 - 
  - （劇・喜劇映画音楽賞）『紅の翼』 - ディミトリ・ティオムキン
  - （ミュージカル映画音楽賞）『掠奪された七人の花嫁』 - アドルフ・ドイチュ、ソール・チャップリン
- 1955年 - 
  - （劇・喜劇映画音楽賞）『慕情』 - アルフレッド・ニューマン
  - （ミュージカル映画音楽賞）『オクラホマ!』 - ロバート・ラッセル・ベネット、ジェイ・ブラックトン、アドルフ・ドイチュ
- 1956年 - 
  - （劇・喜劇映画音楽賞）『八十日間世界一周』 - ヴィクター・ヤング
  - （ミュージカル映画音楽賞）『王様と私』 - アルフレッド・ニューマン、ケン・ダービー
- 1957年 - （作曲賞）『戦場にかける橋』 - マルコム・アーノルド
- 1958年 - 
  - （劇・喜劇映画音楽賞）『老人と海』 - ディミトリ・ティオムキン
  - （ミュージカル映画音楽賞）『恋の手ほどき』 - アンドレ・プレヴィン
- 1959年 - 
  - （劇・喜劇映画音楽賞）『ベン・ハー』 - ロージャ・ミクローシュ
  - （ミュージカル映画音楽賞）『ポギーとベス』 - アンドレ・プレヴィン、ケン・ダービー

### 1960年代
- 1960年 - 
  - （劇・喜劇映画音楽賞）『栄光への脱出』 - アーネスト・ゴールド
  - （ミュージカル映画音楽賞）『わが恋は終りぬ』 - モーリス・ストロフ、ハリー・サクマン
- 1961年 - 
  - （劇・喜劇映画音楽賞）『ティファニーで朝食を』 - ヘンリー・マンシーニ
  - （ミュージカル映画音楽賞）『ウエスト・サイド物語)』 - ソール・チャップリン、ジョニー・グリーン、シド・ラミン、アーウィン・コスタル
- 1962年 - 
  - （作曲賞）『アラビアのロレンス』 - モーリス・ジャール
  - （編曲賞） "The Music Man" - レイ・ハインドルフ）
- 1963年 - 
  - （作曲賞）『トム・ジョーンズの華麗な冒険』 - ジョン・アディソン
  - （編曲賞）『あなただけ今晩は』 - アンドレ・プレヴィン
- 1964年 - 
  - （作曲賞）『メリー・ポピンズ』 - リチャード・M・シャーマン、ロバート・B・シャーマン
  - （編曲賞）『マイ・フェア・レディ』 - アンドレ・プレヴィン
- 1965年 - 
  - （作曲賞）『ドクトル・ジバゴ』 - モーリス・ジャール
  - （編曲賞）『サウンド・オブ・ミュージック』 - アーウィン・コスタル
- 1966年 - 
  - （作曲賞）『野生のエルザ』 - ジョン・バリー
  - （編曲賞）『ローマで起こった奇妙な出来事』 - ケン・ソーン
- 1967年 - 
  - （作曲賞）『モダン・ミリー』 - エルマー・バーンスタイン
  - （編曲賞）『キャメロット』 - アルフレッド・ニューマン、ケン・ダービー
- 1968年 - 
  - （劇・喜劇映画音楽賞）『冬のライオン』 - ジョン・バリー
  - （ミュージカル映画音楽賞）『オリバー!』 - ジョン・グリーン
- 1969年 - 
  - （劇・喜劇映画音楽賞）『明日に向って撃て!』 - バート・バカラック
  - （ミュージカル映画音楽賞）『ハロー・ドーリー!』 - レニー・ヘイトン、ライオネル・ニューマン

### 1970年代
- 1970年 - 
  - （作曲賞）『ある愛の詩』 - フランシス・レイ
  - （編曲・歌曲賞）『レット・イット・ビー』 - ザ・ビートルズ
- 1971年 - 
  - （劇映画作曲賞）『おもいでの夏』 - ミシェル・ルグラン
  - （編曲・歌曲賞）『屋根の上のバイオリン弾き』 - ジョン・ウィリアムズ
- 1972年 - 
  - （劇映画作曲賞）『ライムライト』 - チャーリー・チャップリン、レイモンド・ラッシュ、ラリー・ラッセル
  - （編曲・歌曲賞）『キャバレー』 - ラルフ・バーンズ
- 1973年 - 
  - （劇映画作曲賞）『追憶』 - マーヴィン・ハムリッシュ
  - （編曲・歌曲賞）『スティング』 - マーヴィン・ハムリッシュ
- 1974年 - 
  - （劇映画作曲賞）『ゴッドファーザー PART II』 - ニーノ・ロータ、カーマイン・コッポラ
  - （編曲・歌曲賞）『華麗なるギャツビー』 - ネルソン・リドル
- 1975年 - 
  - （作曲賞）『ジョーズ』 - ジョン・ウィリアムズ
  - （編曲・歌曲賞）『バリー・リンドン』 - レナード・ローゼンマン
- 1976年 - 
  - （作曲賞）『オーメン』 - ジェリー・ゴールドスミス
  - （編曲・歌曲賞）『ウディ・ガスリー/わが心のふるさと』 - レナード・ローゼンマン
- 1977年 - 
  - （作曲賞）『スター・ウォーズ』 - ジョン・ウィリアムズ
  - （編曲・歌曲賞） "A Little Night Music" - ジョナサン・チューニック
- 1978年 - 
  - （作曲賞）『ミッドナイト・エクスプレス』 - ジョルジオ・モロダー
  - （編曲・歌曲賞）『バディ・ホリー・ストーリー』 - ジョー・レンゼッティ
- 1979年 - 
  - （作曲賞）『リトル・ロマンス』 - ジョルジュ・ドルリュー
  - （編曲・歌曲賞）『オール・ザット・ジャズ』 - ラルフ・バーンズ

### 1980年代
- 1980年 - （作曲賞）『フェーム』 - マイケル・ゴア
- 1981年 - （作曲賞）『炎のランナー』 - ヴァンゲリス
- 1982年 - 
  - （作曲賞）『E.T.』 - ジョン・ウィリアムズ
  - （編曲・歌曲賞）『ビクター/ビクトリア』 - ヘンリー・マンシーニ、レスリー・ブリッカス
- 1983年 - 
  - （作曲賞）『ライトスタッフ』 - ビル・コンティ
  - （編曲・歌曲賞）『愛のイエントル』 - ミシェル・ルグラン、アラン・バーグマン、マリリン・バーグマン
- 1984年 - 
  - （作曲賞）『インドへの道』 - モーリス・ジャール
  - （歌曲・編曲賞）『プリンス/パープル・レイン』 - プリンス
- 1985年 - （作曲賞）『愛と哀しみの果て』 - ジョン・バリー
- 1986年 - （作曲賞）『ラウンド・ミッドナイト』 - ハービー・ハンコック
- 1987年 - （作曲賞）『ラストエンペラー』 - 坂本龍一、デイヴィッド・バーン、蘇聡
- 1988年 - （作曲賞）『ミラグロ/奇跡の地』 - デイヴ・グルーシン
- 1989年 - （作曲賞）『リトル・マーメイド』 - アラン・メンケン

### 1990年代
- 1990年 - （作曲賞）『ダンス・ウィズ・ウルブズ』 - ジョン・バリー
- 1991年 - （作曲賞）『美女と野獣』 - アラン・メンケン
- 1992年 - （作曲賞）『アラジン』 - アラン・メンケン
- 1993年 - （作曲賞）『シンドラーのリスト』 - ジョン・ウィリアムズ
- 1994年 - （作曲賞）『ライオン・キング』 - ハンス・ジマー
- 1995年 - 
  - （劇映画音楽賞）『イル・ポスティーノ』 - ルイス・エンリケス・バカロフ
  - （ミュージカル・喜劇映画音楽賞）『ポカホンタス』 - 作曲・オーケストラ編曲：アラン・メンケン、作詞：スティーヴン・シュワルツ
- 1996年 - 
  - （劇映画音楽賞）『イングリッシュ・ペイシェント』 - ガブリエル・ヤレド
  - （ミュージカル・コメディ映画音楽賞）『Emma エマ』 - レイチェル・ポートマン
- 1997年 - 
  - （劇映画音楽賞）『タイタニック』 - ジェームズ・ホーナー
  - （ミュージカル・コメディ映画音楽賞）『フル・モンティ』 - アン・ダッドリー
- 1998年 - 
  - （劇映画音楽賞）『ライフ・イズ・ビューティフル』 - ニコラ・ピオヴァーニ
  - （ミュージカル・コメディ映画音楽賞）『恋におちたシェイクスピア』 - スティーヴン・ウォーベック
- 1999年 - （作曲賞）『レッド・バイオリン』 - ジョン・コリリアーノ

### 2000年代
- 2000年 - （作曲賞）『グリーン・デスティニー』 - 譚盾
- 2001年 - （作曲賞）『ロード・オブ・ザ・リング』 - ハワード・ショア
- 2002年 - （作曲賞）『フリーダ』 - エリオット・ゴールデンサール
- 2003年 - （作曲賞）『ロード・オブ・ザ・リング/王の帰還』 - ハワード・ショア
- 2004年 - （作曲賞）『ネバーランド』 - ヤン・A・P・カチュマレク
- 2005年 - （作曲賞）『ブロークバック・マウンテン』 - グスターボ・サンタオラヤ
- 2006年 - （作曲賞）『バベル』 - グスターボ・サンタオラヤ
- 2007年 - （作曲賞）『つぐない』 - ダリオ・マリアネッリ
- 2008年 - （作曲賞）『スラムドッグ$ミリオネア』 - A・R・ラフマーン
- 2009年 - （作曲賞）『カールじいさんの空飛ぶ家』 - マイケル・ジアッチーノ

### 2010年代
| 年                                                | 作品                                       | 候補者 |
| ------------------------------------------------- | ------------------------------------------ | ------ |
| 2010 (第83回)                                     |                                            |        |
| ソーシャル・ネットワーク                          | トレント・レズナー、アッティカス・ロス     |        |
| 127時間                                           | A・R・ラフマーン                           |        |
| ヒックとドラゴン                                  | ジョン・パウエル                           |        |
| インセプション                                    | ハンス・ジマー                             |        |
| 英国王のスピーチ                                  | アレクサンドル・デスプラ                   |        |
| 2011 (第84回)                                     |                                            |        |
| アーティスト                                      | ルドヴィック・ブールス                     |        |
| タンタンの冒険/ユニコーン号の秘密                 | ジョン・ウィリアムズ                       |        |
| ヒューゴの不思議な発明                            | ハワード・ショア                           |        |
| 裏切りのサーカス                                  | アルベルト・イグレシアス                   |        |
| 戦火の馬                                          | ジョン・ウィリアムズ                       |        |
| 2012 (第85回)                                     |                                            |        |
| ライフ・オブ・パイ/トラと漂流した227日            | マイケル・ダナ                             |        |
| アンナ・カレーニナ                                | ダリオ・マリアネッリ                       |        |
| アルゴ                                            | アレクサンドル・デスプラ                   |        |
| リンカーン                                        | ジョン・ウィリアムズ                       |        |
| 007 スカイフォール                                | トーマス・ニューマン                       |        |
| 2013 (第86回)                                     |                                            |        |
| ゼロ・グラビティ                                  | スティーヴン・プライス                     |        |
| やさしい本泥棒                                    | ジョン・ウィリアムズ                       |        |
| her/世界でひとつの彼女                            | ウィリアム・バトラー、オーウェン・パレット |        |
| あなたを抱きしめる日まで                          | アレクサンドル・デスプラ                   |        |
| ウォルト・ディズニーの約束                        | トーマス・ニューマン                       |        |
| 2014 (第87回)                                     |                                            |        |
| グランド・ブダペスト・ホテル                      | アレクサンドル・デスプラ                   |        |
| イミテーション・ゲーム/エニグマと天才数学者の秘密 | アレクサンドル・デスプラ                   |        |
| インターステラー                                  | ハンス・ジマー                             |        |
| ターナー、光に愛を求めて                          | ゲイリー・ヤーション                       |        |
| 博士と彼女のセオリー                              | ヨハン・ヨハンソン                         |        |
| 2015 (第88回)                                     |                                            |        |
| ヘイトフル・エイト                                | エンニオ・モリコーネ                       |        |
| ブリッジ・オブ・スパイ                            | トーマス・ニューマン                       |        |
| キャロル                                          | カーター・バーウェル                       |        |
| ボーダーライン                                    | ヨハン・ヨハンソン                         |        |
| スター・ウォーズ/フォースの覚醒                   | ジョン・ウィリアムズ                       |        |
| 2016 (第89回)                                     |                                            |        |
| ラ・ラ・ランド                                    | ジャスティン・ハーウィッツ                 |        |
| ジャッキー/ファーストレディ 最後の使命            | ミカ・レヴィ                               |        |
| LION/ライオン 〜25年目のただいま〜                | ダスティン・オハロラン、ハウシュカ         |        |
| ムーンライト                                      | ニコラス・ブリテル                         |        |
| パッセンジャー                                    | トーマス・ニューマン                       |        |
| 2017 (第90回)                                     |                                            |        |
| シェイプ・オブ・ウォーター                        | アレクサンドル・デスプラ                   |        |
| ダンケルク                                        | ハンス・ジマー                             |        |
| ファントム・スレッド                              | ジョニー・グリーンウッド                   |        |
| スター・ウォーズ/最後のジェダイ                   | ジョン・ウィリアムズ                       |        |
| スリー・ビルボード                                | カーター・バーウェル                       |        |
| 2018 (第91回)                                     |                                            |        |
| ブラックパンサー                                  | ルドウィグ・ゴランソン                     |        |
| ブラック・クランズマン                            | テレンス・ブランチャード                   |        |
| ビール・ストリートの恋人たち                      | ニコラス・ブリテル                         |        |
| 犬ヶ島                                            | アレクサンドル・デスプラ                   |        |
| メリー・ポピンズ リターンズ                       | マーク・シャイマン                         |        |
| 2019 (第92回)                                     |                                            |        |
| ジョーカー                                        | ヒドゥル・グドナドッティル                 |        |
| ストーリー・オブ・マイライフ/わたしの若草物語     | アレクサンドル・デスプラ                   |        |
| マリッジ・ストーリー                              | ランディ・ニューマン                       |        |
| 1917 命をかけた伝令                               | トーマス・ニューマン                       |        |
| スター・ウォーズ/スカイウォーカーの夜明け         | ジョン・ウィリアムズ                       |        |

### 2020年代
| 年                                                 | 作品                                                       | 候補者 |
| -------------------------------------------------- | ---------------------------------------------------------- | ------ |
| 2020/21 (第93回)                                   |                                                            |        |
| ソウルフル・ワールド                               | トレント・レズナー、アッティカス・ロス、ジョン・バティステ |        |
| ザ・ファイブ・ブラッズ                             | テレンス・ブランチャード                                   |        |
| Mank/マンク                                        | トレント・レズナー、アッティカス・ロス                     |        |
| ミナリ                                             | エミール・モッセリ                                         |        |
| この茫漠たる荒野で                                 | ジェームズ・ニュートン・ハワード                           |        |
| 2021 (第94回)                                      |                                                            |        |
| DUNE/デューン 砂の惑星                             | ハンス・ジマー                                             |        |
| ドント・ルック・アップ                             | ニコラス・ブリテル                                         |        |
| ミラベルと魔法だらけの家                           | ジャーメイン・フランコ                                     |        |
| パラレル・マザーズ                                 | アルベルト・イグレシアス                                   |        |
| パワー・オブ・ザ・ドッグ                           | ジョニー・グリーンウッド                                   |        |
| 2022 (第95回)                                      |                                                            |        |
| 西部戦線異状なし                                   | フォルカー・ベルテルマン                                   |        |
| バビロン                                           | ジャスティン・ハーウィッツ                                 |        |
| イニシェリン島の精霊                               | カーター・バーウェル                                       |        |
| エブリシング・エブリウェア・オール・アット・ワンス | サン・ラックス                                             |        |
| フェイブルマンズ                                   | ジョン・ウィリアムズ                                       |        |
| 2023 (第96回)                                      |                                                            |        |
| オッペンハイマー                                   | ルドウィグ・ゴランソン                                     |        |
| アメリカン・フィクション                           | ローラ・カープマン                                         |        |
| インディ・ジョーンズと運命のダイヤル               | ジョン・ウィリアムズ                                       |        |
| キラーズ・オブ・ザ・フラワームーン                 | ロビー・ロバートソン（没後ノミネート）                     |        |
| 哀れなるものたち                                   | イェルスキン・フェンドリックス                             |        |
| 2024 (第97回)                                      |                                                            |        |
| ブルータリスト                                     | ダニエル・ブルンバーグ                                     |        |
| 教皇選挙                                           | フォルカー・ベルテルマン                                   |        |
| エミリア・ペレス                                   | クレマン・デュコル、カミーユ                               |        |
| ウィキッド ふたりの魔女                            | ジョン・パウエル、 スティーヴン・シュワルツ                |        |
| 野生の島のロズ                                     | クリス・バワーズ                                           |        |